# Asterix i Amerika
Asterix i Amerika (tyska: Asterix in Amerika) är en tysk animerad film från 1994. Filmen är den sjunde i ordningen om Asterix.

## Handling[3][2]
Julius Caesar är trött på de omutbara gallerna. Han bestämmer sig för att druiden Miraculix ska drivas bort. Romarna tar druiden till världens ände, genom att slunga iväg honom med katapult, men han landar i Amerika och fångas av en indianstam.
Asterix och Obelix bestämmer sig för att rädda druiden och följer efter och hamnar också i Amerika.
Asterix, Obelix och Miraculix åker tillbaka till Gallien för att rädda deras hemby från förstörelse.

## Om filmen

### Utgivning
Filmen har getts ut på VHS, DVD och Blu-ray i Frankrike och Tyskland. I Sverige har filmen enbart getts ut på VHS.

### Musik
Musiken skrevs av Harold Faltermeyer, och har givits ut på kassettband och CD.

## Rollista (i urval)
| Roll          | Tysk röst (1994)  | Tysk röst (2003)   | Fransk röst        | Svensk röst[källa behövs]                                         |
| Asterix       | Peer Augustinski  | John Friedmann     | Roger Carel        | Håkan Mohede                                                      |
| Obelix        | Ottfried Fischer  | Florian Simbeck    | Pierre Tornade     | Kenneth Milldoff                                                  |
| Miraculix     | Ralf Wolter       | Osman Ragheb       | Henri Labussière   | Dan Bratt                                                         |
| Troubadix     | Jochen Busse      | Frank Schaff       | Michel-Tugot Doris | Håkan Mohede                                                      |
| Majestix      | Jürgen Scheller   |                    | Francois Chaix     | Mikael Roupé                                                      |
| Indianflickan | Kristiane Backer  |                    |                    | Anja Schmidt                                                      |
| Medicinmannen | Thomas Piper      | Manfred Erdmann    | Sylvain Lemaire    | Dan Bratt                                                         |
| Julius Caesar | Thomas Reiner     | Joachim Höppner    | Robert Party       | Kenneth Milldoff                                                  |
| Lucullus      | Michael Habeck    | Michael Habeck     | Jean-Luc Galmiche  | Mikael Roupé                                                      |
| Centurion     | Andreas Mannkopff | Hartmut Neugebauer | Yves Rignot        | Håkan Mohede                                                      |
| Smidefix      |                   |                    |                    | Håkan Mohede                                                      |
| Crabbofix     |                   | Thomas Albus       | Jean Dautremay     | Mikael Roupé                                                      |
| Mimine        |                   |                    | Claude Chantal     | Anja Schmidt                                                      |
| Lillfixa      |                   |                    | Nathalie Spitzer   | Anja Schmidt                                                      |
| Övriga röster | Walter Reichelt   |                    | Thierry Buisson    | Kenneth Milldoff Håkan Mohede Anja Schmidt Dan Bratt Mikael Roupé |
| Berättare     | Harald Juhnke     | Edi van Beek       | Pierre Tschernia   | Anja Schmidt                                                      |

## Mottagande
I Sverige har filmen fått negativa recensioner, och särskilt den svenska dubbningen.